# Hot Issue
Hot Issue (en hangul, 핫이슈; estilizado en mayúsculas) fue un grupo musical femenino surcoreano formado por la empresa S2 Entertainment en 2021. El grupo está compuesto por siete miembros: Mayna, Nahyun, Hyeongshin, Dana, Yewon, Yebin y Dain. El grupo hizo su debut el 28 de abril de 2021 con el lanzamiento de su primer EP, Issue Maker. El grupo se disolvió oficialmente el 22 de abril de 2022.

## Nombre
El nombre del grupo "Hot Issue" significa Honest, Oustanding and Terrific (Honesto, sobresaliente y genial), y expresa una fuerte ambición de crear temas honestos y grandes en la industria musical.

## Historia

### Predebut
Antes de debutar, Dana fue una ex actriz infantil, siendo protagonista del drama de JTBC Happy Ending en 2012 y del drama de SBS One Well-Raised Daughter en 2013. Mayna fue una concursante del reality de supervivencia chino Produce 101 China, pero fue eliminada en el episodio 7 después de estar en el puesto 52. Hyeongshin fue una exmiembro del grupo femenino predebut, ALLS-GIRL, y en la subunidad mixta predebut de D-Crunch, Geupsik-Dan. Dain y Hyeongshin fueron concursantes del reality de supervivencia Cap-Teen. Hyeongshin terminó estando en el puesto 7 en la final, quedando eliminada.

### 2021-2022: Debut conIssue Maker ydisolución
El 8 de abril de 2021, S2 Entertainment anunció a través de las redes sociales que Hot Issue haría su debut el 28 de abril, y «Gratata» se reveló como el sencillo principal de Issue Maker el 12 de abril. El 28 de abril, a las 6 de la tarde (KST), su primer EP, Issue Maker, fue publicado junto con el videoclip de «Gratata», acompañado de un showcase debut realizado en Yes24 Live Hall en Seúl varias horas antes su debut. Al día siguiente, el grupo hizo su debut en un programa musical en el episodio 707 de M! Countdown el 29 de abril.
El grupo se disolvió oficialmente el 22 de abril de 2022.

## Miembros
Adaptados de su perfil de Naver.
- Mayna (메이나?)
- Nahyun (나현?) - Líder
- Hyeongshin (형신?)
- Dana (다나?)
- Yewon (예원?)
- Yebin (예빈?)
- Dain (다인?)

## Discografía

### Extended plays
| Título      | Detalles del álbum | Posicionamiento en listas | Ventas |
| Título      | Detalles del álbum | KOR                       | Ventas |
| ----------- | --- | ------------------------- | ------ |
| Issue Maker | - Publicación: 28 de abril de 2021 - Discográficas: S2 Entertainment, Kakao Entertainment - Formatos: CD, descarga digital, streaming Lista de canciones 1. Gratata (그라타타) 2. Dunga Dunga 3. Hide in the Dark 4. Purple 5. We Go | 20                        | —      |

### Sencillos
| Título                                                                          | Año  | Posiciones en listas | Álbum       |
| Título                                                                          | Año  | KOR                  | Álbum       |
| ------------------------------------------------------------------------------- | ---- | -------------------- | ----------- |
| «Gratata» (그라타타)                                                            | 2021 | —                    | Issue Maker |
| "-" indica lanzamientos que no se registraron o no se publicaron en esa región. |      |                      |             |